# Jules Alard
Pour les articles homonymes, voir Alard.
Jules Alard, né le 8 juin 1866 à Reims (Marne) et mort le 19 février 1938, est un architecte français impliqué dans la reconstruction de Reims après la Grande Guerre.

## Biographie
Jules Eugène Alard, né à Reims (Marne) le 8 juin 1866, fils de Jean Chrisostome Louis Alard (1836-1906) employé, et de Marie Louise Mopinot (1847-1922).
Il fait ses études d'architecte à Paris.
Il épouse à Reims, en 1895, Irène Bonnard (1872-1927) avec qui il aura sept enfants.
Il ouvre un cabinet d’architecture à Reims 35bis rue Courmeaux, puis 3 rue Houzeau-Muiron (à partir de 1927), puis 1 rue Thiers (à partir de 1929).
Il décède le 19 février 1938 et repose à Reims au cimetière du Nord.

## Nominations
- Membre de la Société des architectes de la Marne [secrétaire en 1898],
- Membre de la Société centrale des architectes en 1915[3].
- Membre de la Société française d'archéologie[4].

## Réalisations
- 36, rue Boulard à Reims,
- 64, rue Clovis à Reims,
- 8/12, rue de l’Écu à Reims,
- 15 rue Courmeaux à Reims : Maison d’angle édifiée pour lui-même par l’architecte[5].

## Publications
- Plan des ruines de l'abbaye d'Orval, Reims, Imp P.Granremy, 1903.
- Plan de l'église d'Asfeld.
- Relevé et restitution des Thermes gallo-romain de Reims, qui lui a valu une médaille d'argent de la part de la société d'archéologie de France le 4 juillet 1889[6].